# Dick van Dijk
Dick van Dijk (* 15. Februar 1946 in Gouda, Niederlande; † 8. Juli 1997 in Nizza, Frankreich) war ein niederländischer Fußballspieler.

## Karriere

### Verein
Dick van Dijk begann seine Karriere 1963 bei Schiedamse Voetbal Vereniging (heute: FC Dordrecht) in der Tweede Divisie. Nach Ablauf der Spielzeit 1965/66 stieg der Klub in die Eerste Divisie auf. Nach ständig guten Leistungen, bekam van Dijk Aufmerksamkeit von Eredivisie-Klubs. Im Sommer 1967 verpflichtete ihn schließlich der FC Twente Enschede. Schon im Vorjahr versuchte Twente den Stürmer von SVV loszueisen, die Verhandlungen scheiterten allerdings an der damals hohen Ablösesumme. In Enschede setzte sich van Dijk auf Anhieb durch und erzielte in den ersten fünf Spielen sieben Tore. Zusammen mit Theo Pahlplatz bildete er den damaligen FC-Sturm. Mit insgesamt 22 Treffern führte der Angreifer sein neues Team auf Platz acht in der Eredivisie. Im Jahr darauf wurde diese Leistungen sogar noch übertroffen und van Dijk war mit 30 Treffern zusammen mit Ove Kindvall Toptorjäger der niederländischen Liga. Besonders bemerkenswert war sein Dreierpack am 3. November 1968, als man Ajax Amsterdam mit 5:1 bezwingen konnte. Zur Saison 1969/70 verpflichtete ihn schließlich Ajax, wo er fortan für drei Jahre spielte. In Enschede noch als der Star des Teams gefeiert, war er in Amsterdam nur noch einer der Stars und er musste sein Spiel verändern und um den Stammplatz kämpfen. In seiner ersten Saison kam van Dijk auf 23 Tore in 32 Partien. Einen seiner wichtigsten Treffer für Ajax erzielte der Angreifer am 1. Juni 1971 im Finale um den Europapokal der Landesmeister, als er bereits nach fünf Minuten zum 1:0-Führungstreffer gegen Panathinaikos Athen treffen konnte. Die Begegnung wurde 2:0 gewonnen. Es war Ajax erster Erfolg in diesem Wettbewerb. Zudem konnte er bereits 1970 die nationale Meisterschaft sowie im gleichen Jahr und im Jahr darauf den KNVB-Pokal gewinnen. Da er in der Saison 1970/71 meist Wechselspieler war, entschied sich van Dijk im Sommer 1971 zum Wechsel ins Ausland und unterzeichnete beim französischen Klub OGC Nizza. Auch dort erzielte er regelmäßig Tore. Nach zwei Jahren zog es ihn für seine letzte Saison als Profifußballer nach Spanien zu Real Murcia.

### Nationalmannschaft
Dick van Dijk gab sein Nationalmannschaftsdebüt am 26. März 1969 im Spiel gegen Luxemburg. Gleich in seinem ersten Spiel für die Niederlande konnte der Angreifer ein Tor erzielen.

## Erfolge

### Verein
- Aufstieg in die Eerste Divisie mit Schiedamse Voetbal Vereniging: 1966
- Niederländischer Meister mit Ajax Amsterdam: 1970
- KNVB-Pokal mit Ajax Amsterdam: 1970, 1971
- Europapokal der Landesmeister mit Ajax Amsterdam: 1971

### Individuell
- Torschützenkönig der Eredivisie: 1969

## Wissenswertes
- Nach seiner aktiven Karriere siedelte van Dijk wieder nach Nizza über, wo er fortan lebte.
- Wegen einer bakteriellen Entzündung des Herzens, die er sich in einem Krankenhaus holte, verstarb der ehemalige niederländische Nationalspieler am 8. Juli 1997 durch einen plötzlichen Tod.
- Am 12. Juli 1997 wurde ihm zu Ehren ein Benefizspiel zwischen seinem Jugendverein aus Gouda und dem Europapokalfinalteam des Jahres 1971 ausgetragen.